# 御法川正男
御法川 正男（みのりかわ まさお、1912年または1913年 - 2005年1月29日）は、日本の実業家。フリーアナウンサー・みのもんたの父親にあたる。日国工業（現：ニッコク）の代表取締役会長を務めた。

## 人物
宮城県栗原郡鶯沢町（現・栗原市）出身。自身は息子であるみのもんたに日国の社長を継いでもらうことを希望していたが、みのもんたは文化放送にアナウンサーとして入社。同局退社後、みのもんたは日国に入社した。
ニッコクによると、2005年1月29日8時32分、死去。92歳没。